# Eurrhypis sartalis
Eurrhypis sartalis là một loài bướm đêm trong họ Crambidae.